# Luciano Bandeira Arantes
Luciano Bandeira Arantes (Rio de Janeiro, 25 de março de 1970), mais conhecido como Luciano Bandeira, é um advogado brasileiro, presidente da Ordem dos Advogados do Brasil, seção do Rio de Janeiro. Foi eleito em 21 de novembro de 2018  para dirigir a entidade no triênio 2019, 2020 e 2021, contando com o apoio de Felipe Santa Cruz, atual presidente da OAB Nacional. É colunista do jornal carioca O Dia desde outubro de 2019, onde escreve artigo semanal com temas que remetem à importância do Direito para o exercício da cidadania.

## Formação Acadêmica e Carreira
Em 1994, graduou-se em Direito na PUC-Rio. Sete anos depois, concluiu especialização em Direito Empresarial (MBA) pelo IBMEC/RJ. Tem forte atuação na área corporativa, particularmente na assessoria de clientes envolvidos em negociações que exigem grande especialização, como licitações públicas, auditorias e na aquisição ou venda de participação societária.

## Atuação na OAB/RJ
Luciano Bandeira começou sua trajetória na seccional fluminense da OAB em 2006, tendo sido um dos fundadores da subseção da Barra da Tijuca da OAB, que ele presidiu até 2012. A partir de 2013, Bandeira tornou-se diretor da entidade, ocupando o cargo de tesoureiro no triênio 2013/2015. Foi reconduzido na função na gestão 2016/2018, período em que assumiu também a Comissão de Prerrogativas, que tem como missão garantir que o advogado possa exercer livremente a sua profissão conforme os direitos e prerrogativas preconizados nos artigos 6º e 7º do Estatuto da Advocacia e da OAB (Lei 8.906/94)

## Defesa das prerrogativas do advogado
No biênio 2016/2017, a Comissão de Prerrogativas da OAB-RJ atuou em 5.206 demandas por violações de direitos da classe. Bandeira, nesse período, externou sua preocupação ao constatar que os advogados continuavam sendo desrespeitados diariamente por todos os tipos de funcionários públicos. As violações mais comuns das prerrogativas da advocacia, segundo a sua experiência, são de dois tipos: impedir a comunicação de um profissional com seu cliente ou não dar acesso aos autos de um processo.  
O caso da advogada negra Valéria dos Santos, vítima de racismo institucional em 2018 no Fórum de Duque de Caxias, foi um dos mais emblemáticos para a Comissão porque ela chegou a ser algemada, no chão, por ter cobrado da juíza Ethel Vasconcelos o cumprimento do rito processual. Sua prisão só foi relaxada após a chegada de um representante da OAB. Diante do ocorrido, Luciano Bandeira anunciou que a OAB pediria ao Conselho Nacional de Justiça (CNJ) punição máxima para os policiais militares e para a juíza. Para ele, a detenção de Valéria ofendeu a advocacia, a cidadania e a democracia em nosso país. O fato, inclusive, reforçou a necessidade de uma lei capaz de criminalizar a violação das prerrogativas, assunto que já vinha sendo discutido pela OAB desde 2004.  
Bandeira e seus pares jogaram todas as suas fichas na aprovação, pelo Congresso, da Lei de Abuso de Autoridade, que em seu artigo 43 alterava o Estatuto da Advocacia, acrescentando o artigo 7º-B, onde está prevista pena de detenção de três meses a um ano, mais multa, a quem violar direito ou prerrogativa de advogado. O Presidente Jair Bolsonaro, porém, vetou este dispositivo ao sancionar a Lei, em 5 de setembro de 2019, por entender que a propositura legislativa criminalizava "condutas reputadas legítimas pelo ordenamento jurídico" . 
A reação da OAB não tardou. Bandeira afirmou que a advocacia estava triste pelo veto, que considerou "um grande retrocesso" e prometeu aderir à mobilização da OAB nacional pela derrubada do veto. A pressão - que incluiu uma mensagem enviada por Felipe Santa Cruz aos parlamentares e ações específicas das regionais da OAB - produziu resultado: o Congresso derrubou o veto presidencial ao artigo 43 na sessão de 24 de setembro de 2019. 
Para o presidente da OAB-RJ, a decisão dos parlamentares inaugurou "uma nova era de respeito e valorização da advocacia". Ele também comemorou a expressiva votação em benefício da classe – dos 536 parlamentares que votaram, 369 foram a favor da derrubada do veto.

## Questionamentos sobre a política de segurança
Bandeira tem sido um crítico da política de segurança pública implementada pelo governo do Estado do Rio de Janeiro. Por conta disso, a OAB/RJ vem contestando resoluções e protocolos de atuação da Polícia Militar. Em agosto de 2019, a entidade acionou a Justiça para questionar a resolução do Secretário da Polícia Civil, Marcus Vinícius Braga, que colocou sob sigilo o manual que orienta a atuação da polícia fluminense em operações com helicópteros nas comunidades. Para o presidente da OAB/RJ, a resolução violou os princípios da transparência e da Lei de Acesso à Informação, pois os critérios para o uso da força devem ser de conhecimento da sociedade. 
No mês seguinte, Bandeira defendeu, junto ao Ministério Público, a adoção de um protocolo de segurança nas operações policiais para preservar a vida das pessoas que moram nas comunidades. A morte da menina Agatha Vitória Sales Félix em 21 de setembro de 2019, atingida nas costas por um tiro de fuzil disparado por um PM no Complexo do Alemão, na Zona Norte do Rio, foi determinante para essa tomada de posição. O presidente da OAB/RJ se disse indignado com a tragédia e reforçou suas críticas à política de segurança estadual, que ele entende ser "uma política voltada para o extermínio". 
A solicitação de novo protocolo de segurança ao MP inaugurou uma série de questionamentos judiciais à atuação da PM. Em 5 de junho de 2020, o Supremo Tribunal Federal acolheu ação protocolada pelo PSB para limitar a realização de operações policiais em comunidades do Rio de Janeiro durante a pandemia. Ainda assim, as operações não foram suspensas integralmente, porque a medida cautelar do ministro Eduardo Fachin que as restringiu permitiu incursões em “hipóteses excepcionais”. Por este motivo, uma nova ação foi ajuizada no STF em fevereiro de 2021 para que a Corte esclareça o conceito de absoluta excepcionalidade previsto por Fachin.

## OAB sem machismo
Em 14 de dezembro de 2020, a OAB aprovou, em reunião do Conselho Federal, a implementação de paridade de gênero e de cotas raciais de 30% na sua estrutura de funcionamento. Com isso, a composição das chapas para a direção da entidade deverá ser de 50% de mulheres nas chapas e de 30% de advogados negros, já nas próximas eleições da OAB, marcadas para novembro de 2021. Em sua coluna no jornal O Dia publicada em 18 de dezembro de 2020, Bandeira saudou a medida por ser o reconhecimento de dívidas sociais importantes. "Atualmente, metade dos inscritos na Ordem é formada por mulheres (mais de 630 mil). E em breve deverão ser a maioria", informou. Em relação à participação real de pretos e pardos na advocacia, o presidente da OAB-RJ disse que será feito um senso para levantar a composição efetiva. Os avanços, a seu ver, mostram o esforço da OAB para se adaptar à nova realidade. Ele ressaltou, porém, a necessidade de reforçar a atenção, o combate e a punição ao assédio sexual e ao racismo. 
Há, também questões na pauta da Diretoria de Mulheres da OAB/RJ, criada na gestão de Bandeira, que não se limitam à mulher advogada. Liderada por Marisa Gaudio, a Diretoria vem lutando para frear a disparada dos casos de violência doméstica registrada durante o isolamento social provocado pela Covid-19. Apesar de a Lei Maria da Penha não ter estipulado, expressamente, um prazo de duração para as medidas protetivas de urgência, estas apresentam caráter excepcional, vigorando enquanto houver situação de risco para a mulher. A seccional do Rio de Janeiro da OAB, por meio da Diretoria de Mulheres, propôs que as medidas protetivas sejam prorrogadas automaticamente (por meio de ligação para o cartório ou e-mail para o juizado ou vara) e que as novas sejam ordenadas com prazo indeterminado. 
Bandeira apoiou a iniciativa. Juntamente com Marisa Gaudio e Rebeca Servaes, presidente da Comissão OAB Mulher, ele foi signatário dos ofícios enviados ao presidente do Tribunal de Justiça fluminense, desembargador Claudio de Mello Tavares, à subsecretária estadual de Política para as Mulheres, Camila Rodrigues, e ao secretário de Polícia Civil, Marcus Vinícius de Almeida Braga, para que seja efetivada essa alteração na lógica que rege as mudanças protetivas.
Em sua participação no I Encontro virtual da Mulher Advogada, realizado em 15 de maio de 2020, Bandeira afirmou que a situação da mulher na pandemia o angustiou muito porque, segundo ele, ainda vivemos numa sociedade arcaica, em que homens atuam de forma machista no âmbito doméstico. Para o presidente da OAB/RJ, o caminho é longo, atribulado, e a sociedade não conseguiu avançar na velocidade e na intensidade necessárias.

## Direito à Educação
Bandeira é um dos organizadores do livro Direito à Educação em tempo de pandemia: impactos e consequências, juntamente com Cláudio Carneiro, presidente da Comissão de Direito à Educação da OAB/RJ, e Fábio Nogueira Fernandes, Coordenador das Comissões Temáticas da OAB/RJ. Lançado em 5 de agosto de 2020 pelo Instituto Memória, a obra reúne artigos elaborados por professores e mestrandos ligados ao Centro de Investigação Baiano sobre Direito, Educação e Políticas Públicas (CIDEP). A contribuição da Covid-19 para o agravamento da desigualdade escolar, e as lições que a pandemia trouxe sobre a importância da educação são alguns dos temas debatidos pelos articulistas.